# Dia de l'Honor
El Dia de l'Honor (en alemany: Tag der Ehre) és un dia de record per a les unitats alemanya i hongaresa l'any 1945. Es commemora l'intent d'evasió de la ciutat de Buda el vespre de l'11 de febrer és també un dels esdeveniments anuals més grans de l'extrema dreta hongaresa.

## Història
La primera commemoració, que aleshores era una desfilada des de la plaça Clark Ádám fins al castell de Buda va ser organitzada pel Front Nacional Hongarès dirigit per István Győrkös l'11 de febrer de 1997. Els anys 1998 i 1999, l'acte es va celebrar a la plaça Kapistztrán, al castell, i encara era organitzat pel Front Nacional Hongarès, liderat per Győrkös. Durant el cicle de concerts celebrat al Viking Club d'Angyalföld després de la commemoració de 1999, la policia antiavalots va freqüentar el lloc i va començar a comprovar les identitats dels presents. Poc després va esclatar un desacord i després una baralla, que va fer que la policia es retirés temporalment fins que més policies antiavalots van arribar al lloc dels fets. A la seva arribada, van detenir diverses persones i van intentar aglutinar els skinheads que, mentrestant, havien sortit dels carrers dels voltants. Finalment, en un judici accelerat a finals de mes, sis participants van ser condemnats a vuit mesos de presó, amb suspensió de dos anys, i els organitzadors de l'esdeveniment del Club Viking també van ser processats amb càrrecs d'incitació contra la comunitat. Aquests últims van ser defensats al tribunal per László Grespik. Després de l'incident, no hi va haver més commemoracions del Memorial Day sota el govern d'Orbán.
La següent commemoració va ser organitzada l'any 2003 per l'Associació Cultural Sang i Honor (VBKE), que va ser prohibida i dissolta l'11 de febrer de 2005 a la plaça Kossuth. Des d'aleshores, el Dia d'Honor se celebra cada any a la Plaça dels Herois, amb un nombre creixent de participants des de l'any 2005, s'organitza un recorregut commemoratiu, seguint el recorregut exacte de l'intent d'evasió de Buda de 1945 i començant a la mateixa hora.
Els participants de l'acte són majoritàriament de dretes, d'extrema dreta, veterans de la Segona Guerra Mundial o els seus descendents que simpatitzen amb aquestes opinions de diversos països europeus. Són majoritàriament hongaresos, però també hi ha alemanys, britànics, holandesos, txecs, croats i búlgars. En els darrers anys, el partit neofeixista La Pàtria s'ha convertit en un convidat habitual, amb un dels seus membres fent un discurs regularment a l'acte.
Els organitzadors de l'esdeveniment van ser organitzacions que van participar en el moviment anomenat Unitat per la Pàtria (HEM) després de la dissolució de l'Associació Cultural Sang i Honor (VBKE); el Moviment Pax Hungarica, Véres Kard i Skins Hungaria. L'organització paraigua es va transformar més tard, també va canviar la seva composició i, mentrestant, va prendre el nom de NS Front (Front Nacional Socialista).
Part de la sèrie de commemoració del Dia d'Honor és la gira commemorativa i d'actuació anomenada Outbreak 60. A l'acte organitzat pel “Grup d'Acció Börzsöny”, els participants sortiren a una hora concreta i caminaren per les muntanyes de nit durant 60 minuts fent els mateixos quilòmetres que van fer els soldats per arribar a les línies germanohongareses el 1945.
El 2012, el Front Nacional Hongarès va anunciar oficialment que no organitzaria una commemoració central. En canvi, el Moviment Pax Hungarica i el Partit Nacional Revolucionari van organitzar l'acte, en el qual, a més d'ells, van participar des del bàndol hongarès el Front NS, el Moviment Juvenil Hatvannégy Vármegye i l'Exèrcit Proscrit.
En els darrers anys també han aparegut símbols autoritaris, com les esvàstiques i les creus de fletxes, a les commemoracions d'extrema dreta.
L'esdeveniment va ser prohibit per la policia durant diversos anys a causa de la participació de grups amb opinions extremistes, i els discursos, la música i, en l'esdeveniment era capaç d'inculcar por i alarma.
A més, en aquest moment també aparegueren a Budapest membres d'altres grups radicals, i partidaris hongaresos i estrangers antifeixistes també participanmt en manifestacions a les zones afectades de la ciutat, protestant contra les ideologies d'extrema dreta.
Els diversos grups sovint entrarien en conflicte físic entre ells.
L'any 2023, un grup d'aproximadament de 15 simpatitzants antifa va dur a terme accions en diversos llocs de Budapest amb objectius "potser semblaven a tenir tendències d'extrema dreta". Es creu que els impulsors  d'aquests actes van anar des d'Alemanya per assistir a la contraprotesta.
Aquell mateix any, grups d'extrema dreta com l'Exèrcit de Proscrits van dur a terme atacs contra persones que creien antifeixistes, i les víctimes ni tan sols sabien que aquell dia els feixistes es manifestaven pel Dia d'Honor.